# This Is the Moment
This Is the Moment ist ein Song von Friedrich Hollaender  (Musik) und Leo Robin (Text), der 1948 veröffentlicht wurde.
Friedrich Hollaender und Leo Robin schrieben This Is the Moment für den Film Die Frau im Hermelin (Originaltitel: That Lady in Ermine, 1948, Regie: Ernst Lubitsch, mit Betty Grable und Douglas Fairbanks junior in den Hauptrollen).
Das Lied wurde 1949 für einen Oscar in der Kategorie Bester Song nominiert. Im Bereich des Jazz und Swing nahmen in dieser Zeit auch Thelma Carpenter/Teddy Wilson, Mel Tormé, Larry Clinton, Betty Bennett, Kenny Dorham und Dave McKenna. In späteren Jahren war der Song auf mehreren Hollaender-Tributalben enthalten wie von Dirk Raulf (Friedrich Hollaender or The Laughter of Loneliness, 1997) sowie Mike und Kate Westbrook (Love or Infatuation: The Hollywood Songs of Friedrich Hollaender 1997) den Song auf. Tom Lord listet 18 Versionen des Songs.